# Lucia Witbooi
Lucia Witbooi (sinh năm 1961 tại Gabes, Vùng ǁKara) là một chính trị gia người Namibia. Là một thành viên của SWAPO, Witbooi đã được bầu vào Quốc hội Namibia trong cuộc tổng tuyển cử năm 2009. Trước khi vào Quốc hội, Witbooi là một giáo viên ở Gibeon, Vùng Hardap. Cô học tại trường trung học Suiderlig ở Keetmanshoop và làm việc trong chính quyền của Namaland bantustan.